# Метилцеллюлоза
Метилцеллюлоза — эфир целлюлозы и метанола, белый аморфный порошок. Имеет формулу [C6H7O2(OH)3-x(OCH3)x]n. Типичные значения x = 1,4—2. Растворима в холодной (до 50 ℃) воде, некоторых органических кислотах, спиртах и эфирах. Нерастворима в большинстве органических растворителей.

## Получение
Хлопковую или древесную целлюлозу, для повышения её реакционной способности, обрабатывают водным раствором NaOH, при этом целлюлоза набухает и небольшое количество её низкомолекулярной части (1,5—7% общей массы) переходит в раствор. Продукт обработки, называемый щелочной целлюлозой, метилируется хлорметаном в автоклаве при давлении 1,2—2,0 МПа. Полученная метилцеллюлоза промывается горячей водой, сушится и дробится.

## Применение
Метилцеллюлоза применяется в качестве клеящего вещества, загустителя красок и пищевых продуктов (E461), пластификатора асбоцемента, эмульгатора и пенообразователя.
Также метилцеллюлоза получила широкое распространение в кинематографе для создания различных эффектов.